# Betanja
Betanja este o localitate din comuna Divača, Slovenia, cu o populație de 10 locuitori.